# Arcot Ramasamy Mudaliar
Sir Arcot Ramasamy Mudaliar (14 de octubre de 1887 - 17 de julio de 1976) fue un abogado, diplomático y estadista indio que fue el primer presidente del Consejo Económico y Social de las Naciones Unidas y el 24 y último Diván de Mysore. También se desempeñó como líder sénior del Partido de la Justicia y en varios puestos administrativos y burocráticos en la India anterior e independiente.
Fue un destacado orador y fue conocido por sus inspiradores discursos.

## Primeros años
Arcot Ramasamy Mudaliar nació en la ciudad de Kurnool en la entonces presidencia de Madrás, India británica, en una familia Tuluva Vellala (Agamudaya Mudhaliyar) de habla tamil. Era el mayor de un par de gemelos, el otro era Arcot Lakshmanaswamy Mudaliar. Estudió en la Escuela Secundaria Municipal, Kurnool.
Se graduó de Madras Christian College y estudió derecho en el Madras Law College. Al finalizar sus estudios, practicó como abogado antes de unirse al Partido de la Justicia y entrar en política. Mudaliar fue nominado al Consejo Legislativo de Madrás en 1920 y se desempeñó desde 1920 hasta 1926 y como miembro de la Asamblea Legislativa de Madrás desde 1931 hasta 1934, perdiendo ante S. Satyamurti en las elecciones de 1934. Se desempeñó como miembro del Consejo Legislativo Imperial de 1939 a 1941, como parte del gabinete de guerra de Winston Churchill de 1942 a 1945, y como representante de la India en el Consejo de Guerra del Pacífico. Fue delegado de la India en la Conferencia de San Francisco y se desempeñó como el primer presidente del Consejo Económico y Social de las Naciones Unidas. También fue el último Diván de Mysore desde 1946 hasta 1949.
Era tío de Cmdr. V. S. P. Mudaliar, un veterano de la Segunda Guerra Mundial.

## Carrera política

### Partido de la Justicia
Mudaliar formó parte del Partido de la Justicia desde su creación en 1917 y se desempeñó como su secretario general. En julio de 1918, viajó a Inglaterra junto con T. M. Nair y Kurma Venkata Reddy Naidu como parte de la delegación del Partido de la Justicia para argumentar a favor de la representación comunal y ofrecer pruebas ante el Comité de Reformas. La evidencia fue tomada justo antes de la muerte de Nair el 17 de julio de 1919.

### Movimiento No Brahmán de Toda la India
Mudaliar fue creciendo en estatura gradualmente y comenzó a ser considerado como el "cerebro del Partido de la Justicia". Ayudó en la coordinación entre no brahmanes en diferentes partes de la India y en la organización de conferencias no brahmanes.
Mudaliar mantuvo relaciones amistosas con Shahu Maharaj y líderes no brahmanes de Maharashtra y partes del norte de la India y ayudó a coordinar y unir a líderes de diferentes partes de la India y en la organización de conferencias no brahmanes. Participó en la Conferencia Satara Non-Brahmin celebrada el 18 de diciembre de 1922, presidida por Raja Rajaram II. También participó en la Conferencia de no brahmanes de toda la India celebrada en Belgaum.el 26 de diciembre de 1924 donde se apreció su oratoria. En la Séptima Conferencia de no brahmanes celebrada el 8 de febrero de 1925, hizo un llamamiento a la unidad entre los no brahmanes.
Tras la muerte de Sir P. T. Theagaroya Chetty en 1925, Mudaliar funcionó como el único vínculo entre Satya Shodhak Samaj de Shahu Maharaj y el Partido de la Justicia. Ayudó a Raja P. Ramarayaningar a organizar una Confederación de no brahmanes de toda la India en Victoria Hall, Madrás, el 19 de diciembre de 1925. Apoyó la candidatura de BV Jadhav, quien finalmente fue nombrado presidente. El 26 de diciembre de 1925 organizó una segunda conferencia en Amaravati. La conferencia comprendió dos sesiones: Rajaram II presidió la primera mientras que P. Ramarayaningar presidió la segunda. En la segunda sesión de la Conferencia, Mudaliar dijo:

Era demasiado tarde para defender lo que era el movimiento no brahmán. Cuando sus actividades se hayan extendido de Bombay a Madrás, de las montañas de Vindhya al cabo Comorín, su misma extensión y la rapidez vertiginosa con que sus principios han impregnado el país serán la mejor justificación del Movimiento.

Las declaraciones de Mudaliar en esta conferencia se convirtieron en el objetivo de The Hindu, que lo criticó diciendo que "el orador deseaba producir un efecto en otra provincia, lo obligó a dibujar con bastante libertad en su imaginación".
En las elecciones al Consejo Legislativo de Madrás celebradas el 8 de noviembre de 1926, el Partido de la Justicia perdió las elecciones, ganando solo 21 de los 98 escaños del consejo. Mudaliar fue uno de los muchos que fracasó en las elecciones. Se retiró temporalmente de la política y reemplazó a P. N. Raman Pillai como editor de Justice, el portavoz del Partido de la Justicia. Bajo Mudaliar, hubo un tremendo crecimiento en su circulación, y Justicia se hizo muy popular. El 1 de marzo de 1929 compareció ante la Comisión Simon junto con Sir A. T. Paneerselvam, otro líder importante del Partido de la Justicia, para proporcionar pruebas en nombre del Partido de la Justicia.

## Carrera administrativa

### Alcalde de Madrás
Mudaliar se desempeñó como alcalde de Madrás desde 1928 hasta 1930.
En 1935, renunció como editor en jefe de Justicia luego de su nombramiento en la Junta Arancelaria. El 25 de febrero de 1937, fue nombrado caballero en la Lista de Honores de la Coronación de 1937, momento en el cual era miembro del Consejo del Secretario de Estado de la India.

### Miembro del gabinete de guerra de Churchill

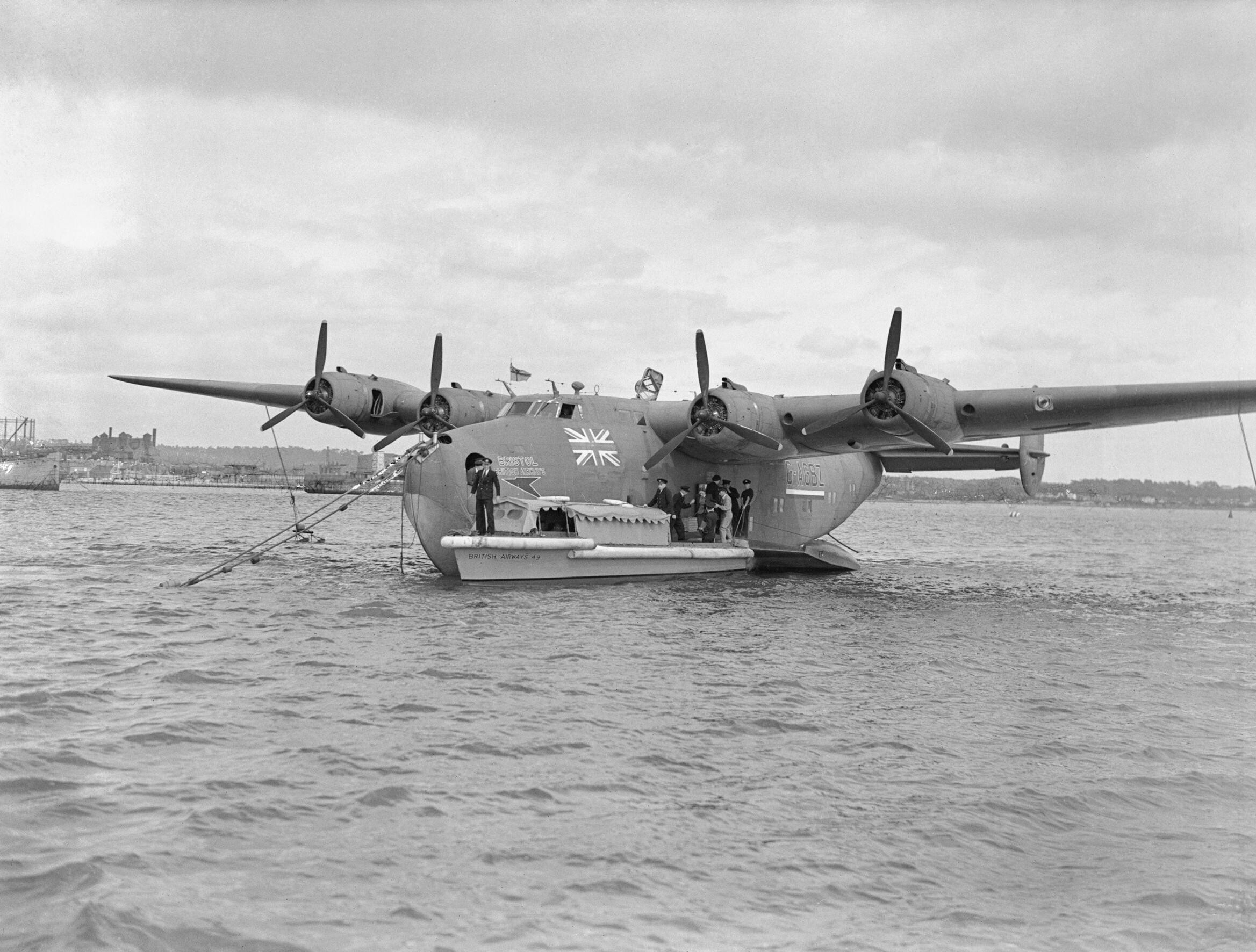
Dorset Poole, Digvijaysinhji Ranjitsinhji, el maharajá Jam Sahib de Nawanagar y Sir A. Ramaswamy Mudaliar llegaron de la India para conversar con el Gabinete de Guerra (entre 1940 y 1945).

Poco antes de que estallara la Segunda Guerra Mundial en 1939, Mudaliar fue nombrado miembro del Consejo Ejecutivo del Virrey. En junio de 1942, fue nombrado caballero nuevamente con KCSI. En julio de 1942, fue nombrado miembro del gabinete de guerra de Winston Churchill, uno de los dos indios nominados para el cargo.

### Presidente del Consejo Económico y Social de la ONU
Mudaliar se desempeñó como delegado de la India ante las Naciones Unidas en la Conferencia de San Francisco entre el 25 de abril y el 26 de junio de 1945, donde presidió el comité que discutió los problemas económicos y sociales. Fue elegido como el primer presidente del Consejo Económico y Social durante su sesión en Church House, Londres, el 23 de enero de 1946. Bajo su presidencia, el consejo aprobó una resolución en febrero de 1946 llamando a una conferencia internacional de salud.
En la conferencia que finalmente se celebró el 19 de junio de 1946, inaugurada por Mudaliar, nació la Organización Mundial de la Salud y los delegados de 61 naciones leyeron y aprobaron la constitución de la nueva organización. Al expirar su mandato de un año, regresó a la India y se convirtió en Diván de Mysore.

### Diván de Mysore
Mudaliar fue designado Dewan de Mysore en 1946 por Maharajá Jayachamaraja Wadiyar, sucediendo a N. Madhava Rao. Presidió un período muy turbulento en la historia de Mysore y la India.
El 3 de junio de 1947, Lord Mountbatten hizo una declaración pública sobre la aceptación por parte de los líderes indios de la partición de la India en dos dominios independientes. Este anuncio tuvo un tremendo impacto en los estados indios. A principios de junio de 1947, Mudaliar convocó una conferencia de prensa en Bangalore y anunció que el Gobierno de Mysore había tomado la decisión de acceder al nuevo dominio de la India y enviar a sus representantes a la Asamblea Constituyente de la India. A partir de entonces, el Parlamento Británico aprobó la Ley de Independencia de la India de 1947 el 15 de julio de 1947, y el proyecto de ley recibió la aprobación real el 18 de julio de 1947. Esta ley preveía la creación del dominio independiente de India y Pakistán el 15 de agosto de 1947. Esta ley también liberó a los estados indios de la soberanía del gobierno británico. Hubo muchas dudas sobre la caducidad de la soberanía y la libertad resultante otorgada a los más de 560 estados indios. Los líderes indios redactaron un Instrumento de Adhesión pidiendo a los gobernantes que accedieran al gobierno del dominio en los tres temas de defensa, comunicación y asuntos exteriores.
Jayachamaraja Wadiyar ejecutó el instrumento el 9 de agosto de 1947, y el mismo fue aceptado por Mountbatten el 16 de agosto de 1947. Pero esto también dio impulso a los líderes del Congreso local para renovar su demanda de un gobierno responsable. Esto llevó a una agitación conocida como "Mysore Chalo". Parece haber una ofuscación de los hechos entre el público agitado de que el maharajá, siguiendo el consejo del diwan y su secretario Sir T. Thamboo Chetty, se negaba a unirse a la Unión India. La verdad del asunto era que India aún no era una unión. India acababa de convertirse en un dominio independiente.
Jayachamaraja Wadiyar fue uno de los primeros en firmar el instrumento de adhesión. Pronto, el 24 de septiembre de 1947, dio su consentimiento para la creación de un gobierno, y el 25 de octubre de 1947, K. C. Reddy se convirtió en el primer ministro principal con un gabinete de nueve ministros. Mudaliar siguió siendo un vínculo entre el gabinete y el maharajá.
Como Jayachamaraja Wadiyar aceptó la recomendación de la asamblea constituyente de Mysore de aceptar la Constitución de la India para el estado, Mysore y convertirse en un estado Parte-B en la República de la India que pronto se formará, y emitió una proclamación a tal efecto el 25 de noviembre. 1949. Con esto, también se suprimió el cargo de diván.
Durante su mandato como Diwan de Mysore, Mudaliar organizó una serie de conciertos de música tamil en el reino con el fin de recaudar fondos para la restauración de la tumba del músico carnático Tyagaraja en Thiruvaiyaru.
Mudaliar fue enviado por Jawaharlal Nehru como jefe de la delegación india a Nueva York para defender el caso de la India en el Consejo de Seguridad cuando Haiderabad apeló al consejo en contra de la adhesión a la India y defendió elocuentemente el caso de la India. El consejo finalmente decidió a favor de la India.

## Carrera ejecutiva
El 5 de enero de 1955, se estableció la Corporación de Inversión y Crédito Industrial de la India (ICICI). Mudaliar fue elegido como su primer presidente.
Mudaliar ayudó a Murugappa Group a establecer Tube Investments of India Limited. En sus últimos años, se desempeñó como presidente hasta su muerte en 1976.
El Grupo Murugappa, dirigido por miembros de su familia, también dirige la Escuela Secundaria Superior de Matriculación A.R.L.M. en Ambattur en su memoria. Sus descendientes residen en Estados Unidos, Canadá y Australia.

## Honores
La Universidad de Oxford le otorgó el Doctorado en Derecho Civil, valorando sus contribuciones durante la Segunda Guerra Mundial.
Mudaliar recibió el Padma Bhushan en 1954 y el Padma Vibhushan en 1970.

## Creencias religiosas
A pesar de sus diatribas violentas contra las castas y las escrituras hindúes en sus escritos y editoriales en Justice , Mudaliar era conocido por ser un visnuista acérrimo. Regularmente lucía el namam Vaishnavite . Una vez, mientras le ofrecían carne durante una visita a Inglaterra, la rechazó con horror.

## Trabajos
- Searchlight on Council debates: speeches in the Madras Legislative Council. Orient Longman. 1960.
- Mudaliar, Arcot Ramasamy (1987). Mirror of the year: a collection of Sir A. Ramaswami Mudaliar's editorials in Justice, 1927. Dravidar Kazhagam.